# Zamachy w Wołgogradzie (grudzień 2013)

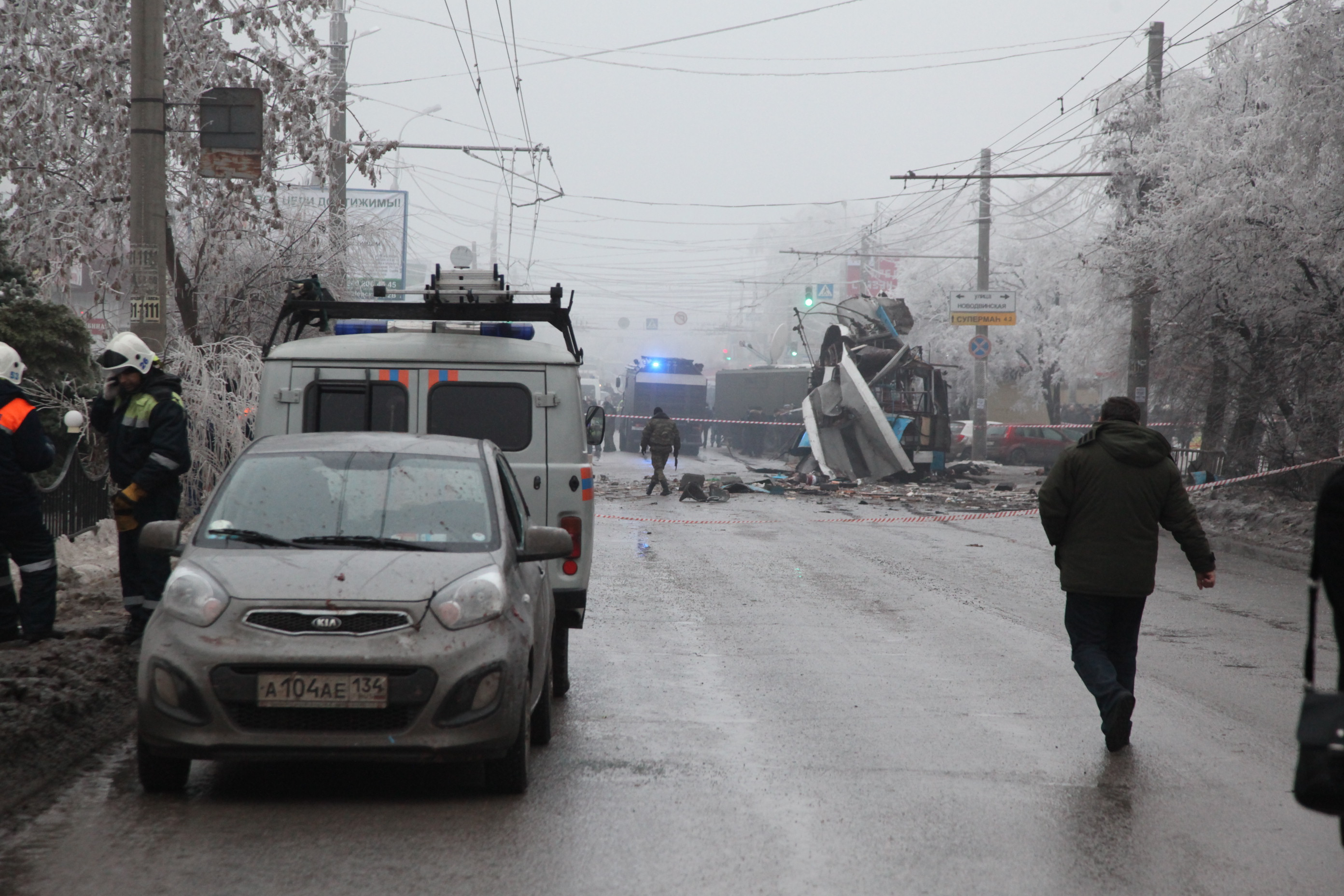
Zamach na trolejbus

Zamachy w Wołgogradzie – dwa zamachy dokonane w następujących po sobie dniach w Wołgogradzie pod koniec grudnia 2013 r.

## Przebieg

### 29 grudnia
Pierwszy z nich to atak samobójczy przeprowadzony 29 grudnia 2013 w gmachu dworca kolejowego w Wołgogradzie. Do budynku wszedł mężczyzna, który niespodziewanie zatrzymał się przed metalowymi bramkami. Jeden z policjantów stwierdził, że mężczyzna miał zamiar odpalić ładunek wybuchowy przed wykrywaczami metalu. Postanowił więc próbować go powstrzymać przed zamachem, niestety bez skutku. Eksplozja bomby przyczyniła się do śmierci 18 osób (w tym zamachowca), wliczając osoby zmarłe w szpitalu na skutek ran. Około 50 osób odniosło obrażenia. Bomba wykorzystana do tego ataku miała siłę wybuchu o mocy porównywalnej do wybuchu 10 kilogramów trotylu. Był to tak silny wybuch, że eksplozja doprowadziła do wybicia szkła w oknach i drzwiach rozlokowanych po całym dworcu. Komitet Śledczy FR oficjalnie poinformował, że wybuch był zamachem terrorystycznym. Narodowy Komitet Antyterrorystyczny (NAK) początkowo podał, że zamachu dokonała kobieta, jednak później informowano, że sprawcą był mężczyzna.

### 30 grudnia
Drugi zamach samobójczy przeprowadzono 30 grudnia 2013 w trolejbusie miejskim na ulicy Kaczincew w rejonie dzierżyńskim w Wołgogradzie. Wtedy trolejbusem jechał mężczyzna mający na sobie materiały wybuchowe – nie były one zdalnie sterowane. Zamach wydarzył się w momencie, kiedy pojazd przejeżdżał w pobliżu supermarketu. Siła wybuchu tych bomb była porównywalna do eksplozji 4 kg trotylu. W wyniku eksplozji bomby zginęło 16 osób, spośród których 3 zmarły w szpitalach, a 27 zostało rannych.

## Wpływ zamachu na igrzyska
Już po pierwszym ataku bombowym w mieście, zaczęto podejrzewać, że organizacja igrzysk w Soczi może stać się zagrożona. Świadczył o tym fakt, że w lipcu 2013 roku czeczeński przywódca Doku Umarow apelował o „uniemożliwienie przeprowadzenia” tej imprezy, tzn. apelował o dokonywanie zamachów mających miejsce w trakcie zmagań sportowych podczas igrzysk. Dowiedziawszy się o tym zagrożeniu prezes MKOI Thomas Bach potępił te zamachy.

## Reakcje
W odpowiedzi na zamachy, w Wołgogradzie zorganizowano manifestację, w której uczestnicy domagali się obalenia mera Wołgogradu oraz gubernatora obwodu wołgogradzkiego. W obwodzie wołgogradzkim została ogłoszona trwająca 5 dni żałoba.
1 stycznia 2014 roku prezydent Rosji Władimir Putin odwiedził rannych, którzy ucierpieli wskutek podwójnego zamachu. Zapowiedział tego samego dnia także, że podejmie działania, które doprowadzą do całkowitej eliminacji zagrożenia, jakim jest terroryzm w Rosji.

## Odpowiedzialność za zamachy
20 stycznia 2014 roku odpowiedzialność za atak terrorystyczny wzięli na siebie członkowie grupy Wilajet Dagestan.